# Der unwissende Lehrmeister
Der unwissende Lehrmeister: Fünf Lektionen über die intellektuelle Emanzipation ist ein 1987 unter dem Titel Le Maître ignorant auf Französisch erschienenes Buch des Philosophen Jacques Rancière über die Rolle des Lehrers und des Individuums hin zur individuellen Befreiung. Rancière verwendet das Beispiel von Joseph Jacotot, einem französischen Lehrer im späten 18. Jahrhundert, der in Belgien ohne Kenntnisse der dortigen Sprache (Flämisch) unterrichtete. Das Werk drückt Rousseausche Ideen aus; z. B. geht Rancière davon aus, dass Menschen im Naturzustand moralisch gut seien, und betont, dass individuelle Veränderung gesellschaftliche Veränderung bewirke. Seine Argumente stützen sich stark auf die Debatten der französischen sozialistischen Partei über Bildung während der 1980er Jahre. Auf Deutsch erschien das Werk erstmals 2007.

## Buchzusammenfassung
Das Werk befasst sich mit den Rollen des Lehrers und des Individuums auf dem Weg zur persönlichen Befreiung. Das Werk diskutiert anhand der Erfahrungen des sprachunkundigen Lehrers Joseph Jacotot, wie individueller Wandel gesellschaftlichen Wandel auslösen kann. Jacotot gelingt es, seinen Schülern Französisch beizubringen, ohne ihnen seine eigene Sprache zu lehren, und entdeckt dabei, dass Lernen nicht nur ein Transfer von Wissen ist, sondern vielmehr mit dem Lernwunsch und der Anstrengung des Einzelnen zusammenhängt. Rancière verwendet dieses Beispiel, um zu argumentieren, dass Lernen eher durch die innere Motivation und Intelligenz des Individuums als durch eine Meister-Lehrling-Beziehung erfolgt. Das Werk spiegelt die rousseauschen Ideen wider, die von den Diskussionen der französischen sozialistischen Partei über Bildung in den 1980er Jahren beeinflusst wurden, und betont, wie individueller Wandel gesellschaftlichen Wandel bewirken kann.

## Rezeption
Das Buch hat in der französischen und der angelsächsischen Politik- und Erziehungswissenschaft eine lebhafte und teilweise kontroverse Debatte ausgelöst.
Der Theaterpädagoge Volker List schreibt in seinem Beitrag zum Fachjournal Angewandte Theaterforschung vom 17. Februar 2017, Rancière greife in seinem Buch die von Jacotot Anfang des 19. Jahrhunderts aufgestellte These auf, dass ein Unwissender einen anderen Unwissenden lehren könne, was er selbst nicht wisse, denn alle Menschen besäßen die gleiche Intelligenz. Jacotot habe die grundlegende Überzeugung in Frage gestellt, ob nicht eine klassische „pädagogische“ Lehrmeister-Schüler-Konstellation, in der der Lehrer dem Schüler Wissen vermittle und Sachverhalte erkläre, das Lernen eher verhindere als befördere. Rancière selbst habe die Überzeugung, „dass alle gewissenhaften Professoren auf diese ineffektive Weise lehrten“ und dass dieser „Mythos der Pädagogik“ der zwangsläufig zur Verdummung führe. List kommt dann zu dem Schluss: „Rancière analysiert das Verhältnis von Lehrer und Schüler und erklärt dem Leser, wie er es zu verstehen habe. Dabei verwischen sich in seinen Erklärungen die Grenzen zwischen einer Rezeption der Position Jacotots und der Übernahme in die eigene Einschätzung. Beim Leser entsteht die Vermutung, dass Rancière hier Nebelkerzen stilistischer Art zündet, um selbst keine eindeutige Haltung zu verantworten.“

## Textausgaben
- Le Maître ignorant. Fayard, Paris 1987, ISBN 978-2-264-04017-6

deutsche Übersetzung
- Der unwissende Lehrmeister: Fünf Lektionen über die intellektuelle Emanzipation. Aus dem Französischen von Richard Steurer. Hrsg. von Peter Engelmann. 2., überarb. Aufl., Passagen, Wien 2009. ISBN 978-3-85165-885-9; 3., verbesserte Auflage 2018 ebendort, ISBN 978-3-7092-0314-9

## Rezensionen
- Volker List: Rancière 2009: Der unwissende Lehrmeister – Rezension Angewandte Theaterforschung, 17. Februar 2017
- Daniele Laurioli: Unwissende Lehrmeister*innen als Vermittelnde im Transformation Design transformazine.de, 28. April 2022